# Windenergiepark Westküste
Der Windenergiepark Westküste ist ein Windpark in der Gemeinde Kaiser-Wilhelm-Koog in Schleswig-Holstein. Er wurde im Jahr 1987 als erster Windpark in Deutschland in Betrieb genommen und markiert damit den Beginn des Ausbaus der heutigen modernen Windenergienutzung durch Windkraftanlagen in Windparks in der Bundesrepublik.
Der Standort des Windparks befindet sich in unmittelbarer Nachbarschaft zu der zwischen 1983 und 1987 betriebenen Versuchsanlage GROWIAN. Wie diese wenig erfolgreiche Großwindkraftanlage war der Windenergiepark Westküste zunächst vor allem als technologisches Pilotprojekt konzipiert, das dem vergleichenden Betrieb von Windkraftanlagen verschiedener Hersteller dienen sollte. Bereits 1996 fand ein erstes Repowering durch Austausch älterer Anlagen statt, gefolgt von einem weiteren in den Jahren 2002/2004 und 2009.

## Technik

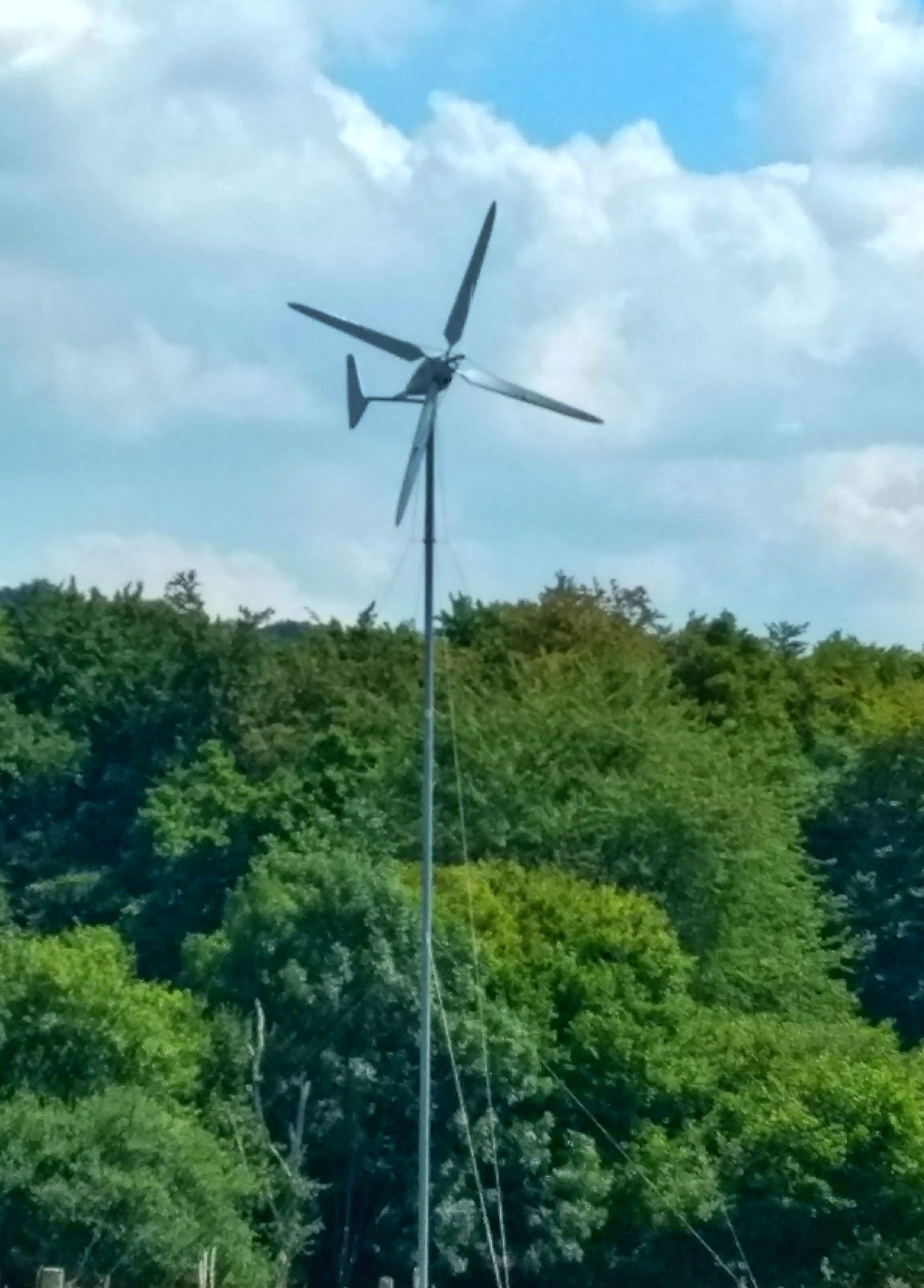
EasyWind

Der Windenergiepark Westküste besteht gegenwärtig aus vier größeren Windkraftanlagen. Zum Einsatz kommen je eine Anlage der Typen Enercon E-58 (Nabenhöhe 70 m, Leistung 1 MW) und Enercon E-66/18.70 (Nabenhöhe 64,7 m, Leistung 1,8 MW) und zwei Anlagen des Typs Enercon E-70 E4 (Nabenhöhe 64 m, Leistung je 2,3 MW). Zum Windpark gehört außerdem noch ein Testfeld für Kleinwindkraftanlagen, auf dem seit 2012 eine Anlage des Typs EasyWind 6 AC (Nabenhöhe 19 m, Leistung 6 kW) erprobt wird. Zusammen liefern alle Anlagen eine Gesamtnennleistung von 7,4 MW.

### Ursprünglicher Zustand
Zum Zeitpunkt seiner Inbetriebnahme im Jahr 1987 bestand der Windenergiepark Westküste aus insgesamt 30 Anlagen, geliefert von drei Herstellern, die unter gleichen Bedingungen praktisch erprobt werden sollten. Errichtet wurden (Nennleistung je Anlage in Klammern) 20 Exemplare des Typs MAN Aeroman (30 kW) und je 5 Exemplare der Typen elektrOmat 25 (25 kW) und Enercon E-16 (55 kW). 1989 folgten dann zwei Exemplare des Typs Adler 25 (25 kW).
Die elektrOmat 25 Anlagen wurden 1993 durch je ein Exemplar der Typen Enercon E-33 (300 kW), HSW 250 T (250 kW), Tacke TW 250 (250 kW) und Vestas V27-225 kW (225 kW) ersetzt. 1996 erfolgte der Abbau der Adler 25 und 1999 der der Enercon E-16 und der MAN Aeroman Anlagen, während bereits 1994 eine Anlage des Typs Enercon E-40/5.40 (500 kW) und 1997 eine des Typs Vestas V63-1.5MW (1,5 MW) errichtet wurden. Mit dem Repowering 2002/2004 und 2009 sind auch diese Windkraftanlagen vollständig zugunsten von moderneren zurückgebaut worden.

## Geschichte
Aufgrund der sehr windhöffigen Lage direkt an der Nordseeküste wurde der Kaiser-Wilhelm-Koog bereits Ende der 1970er Jahre als Standort für die seinerzeit größte und leistungsfähigste Windkraftanlage der Welt, die GROWIAN, ausgewählt. Diese durch das Bundesministerium für Forschung und Technologie geförderte und durch die Energieversorger HEW, Schleswag und RWE betriebene Anlage erwies sich jedoch weitgehend als Misserfolg. Nach ihrer Errichtung im Jahr 1983 war sie wegen vielfältiger technischer Probleme nur etwa 420 Stunden in Betrieb und wurde 1987 wieder demontiert. Der Fehlschlag mit GROWIAN führte zur Abkehr vom Konzept einzelner großer Windkraftwerke und zu der Hinwendung zu kleineren Anlagen nach dänischem Vorbild, die in einer Gruppe als Windpark zusammengefasst werden sollten.
Die im Rahmen des Projektes GROWIAN gesammelten Erfahrungen und die hierfür geschaffene Infrastruktur boten die Voraussetzungen, am gleichen Standort einen Windpark zu errichten. 1986 gründeten die Schleswag und die HEW zusammen mit der Entwicklungsgesellschaft Brunsbüttel mbH die Windenergiepark Westküste GmbH als Betreibergesellschaft für den Windpark, mit dessen Errichtung im darauffolgenden Jahr begonnen wurde. Zwischen März und August 1987 wurden insgesamt 30 Windkraftanlagen errichtet. Geliefert wurden diese durch die Hersteller MAN Technologie (bereits Konstrukteur der GROWIAN) und Windkraftzentrale sowie die damals noch junge Firma Enercon. Die Gesamtnennleistung aller Anlagen betrug 1 MW.
Parallel zum Windpark entstand ein Testfeld für Windkraftanlagen, das durch die Windtest Kaiser-Wilhelm-Koog GmbH betrieben wurde und heute der GL Garrad Hassan Deutschland GmbH gehört. Unter den hier getesteten Typen befanden sich neben konventionellen Anlagen mit horizontaler Achse zeitweise auch fünf Darrieus-Rotoren des Herstellers Heidelberg Motors mit vertikalem Rotor und einer Nennleistung von je 1 MW, die bis 1997 wieder demontiert wurden.
Am 24. August 1987 wurde der Windenergiepark Westküste durch den damaligen schleswig-holsteinischen Ministerpräsidenten Uwe Barschel offiziell in Betrieb genommen. 1988 erfolgte die Eröffnung eines Informationszentrums zur Geschichte der Windenergie, das bis 2008 bestand. Der Betrieb des Windparks und die begleitenden Messprogramme lieferten wertvolle Erkenntnisse für die Aufstellung von Windkraftanlagen in einem Windpark und den Netzanschluss von Windparks. Ab 1991 speiste der Windenergiepark Westküste auch in das Stromnetz ein.
Die erste Erweiterung des Windparks erfolgte 1989 durch zwei von der Köster Maschinenfabrik in Heide gelieferte Anlagen. In der nächsten Ausbaustufe wurden 1993 und 1994 erstmals fünf Windkraftanlagen der Leistungsklasse von 250 bis 500 kW errichtet. Hersteller waren die Firmen Enercon, Husumer Schiffswerft, Tacke Windtechnik und Vestas. Im Jahr 1996 erfolgte die Aufstellung der ersten Anlage der Megawatt-Klasse im Windpark und in Verbindung damit das erste Repowering.
Während der Expo 2000 in Hannover war der Windenergiepark Westküste ein dezentrales Projekt der Weltausstellung. Im Rahmen der Expo wurde die Gondel einer Weiterentwicklung der GROWIAN (WKA-60) mit anmontierten Rotorblättern als begehbares Ausstellungsstück vor dem Informationszentrum aufgestellt. Eine Panoramakamera übertrug Bilder aus der 1,5-MW-Anlage der Firma Vestas in das Informationszentrum, in dessen Räumlichkeiten gleichzeitig die Möglichkeiten einer künftigen dezentralen Stromversorgung veranschaulicht wurden.
In den Jahren 2002 und 2004 sowie 2009 erfolgten zwei weitere Repowering-Phasen, innerhalb der die gegenwärtigen vier Windkraftanlagen des Herstellers Enercon aufgestellt wurden. 2012 konnte das 25-jährige Jubiläum des Windparks gefeiert werden. Insgesamt hat der Windenergiepark Westküste seit seiner Inbetriebnahme bis Ende 2011 mehr als 200 Millionen Kilowattstunden Strom erzeugt.